# Castello di Castiglione
Il castello di Castiglione o di Castiglioni è situato nei pressi di Cercina, frazione del comune di Sesto Fiorentino.

## Storia
L'esistenza di un castello nei pressi di Cercina è attestata a partire dal X secolo. Lo sviluppo del castello fu legato alla famiglia dei Catellini da Castiglione, che ne deteneva il possesso intorno al 1230 e ne derivò il nome.
Alla fine del XIV secolo i Catellini vennero espulsi dalla Repubblica Fiorentina, perdendo i propri diritti sul castello, che riottennero nel 1434, mantenendone il possesso per i successivi secoli. Nel XV e nel XVI secolo dovette subire diversi interventi, che lo trasformarono da luogo fortificato a residenza signorile; gli interventi sono databili a questo periodo sia per l'uso delle grandi finestrate utilizzate anche in altre trasformazioni dello stesso periodo, sia per la concordanza con la raffigurazione nell'affresco cinquecentesco del chiostro di San Marco a Firenze dove, nello sfondo, il castello ha condizioni molto simili alle attuali.
Nel 1452 sant'Antonino Pierozzi, arcivescovo di Firenze, soggiornò nel castello per un breve periodo, ospite di Francesco di Bernardo da Castiglione, suo segretario particolare e pievano di Sant'Andrea a Cercina. L'arcivescovo fu ospitato per tre giorni nella residenza della famiglia. Qui avrebbe operato il miracolo invocato da Dante di Bernardo da Castiglione che, sposato da tempo con Marietta di Ruberto di Bonaccorso Pitti, fino ad allora non aveva avuto figli, col pericolo di vedere così estinguere la propria casata. I coniugi chiesero la grazia al santo arcivescovo ed ebbero numerosi figli. Le stanze ai piedi della torre che avevano ospitato l'arcivescovo furono trasformate in seguito in una cappella a lui dedicata. Papa Leone X fu ospite del proprio segretario apostolico, Francesco di Dante da Castiglione, uno dei figli di Dante di Bernardo e anch'egli pievano di Sant'Andrea.
L'edificio si presenta composto da più parti edificate in periodi diversi. L'ala sud-occidentale sembra essere di più antica origine. L'attuale aspetto si deve a trasformazioni subite probabilmente nel XV-XVI secolo: di questo riordino e ampliamento sono visibili sulla facciata sud i due portoni di accesso incorniciati con blocchi bugnati di pietra (uno dei quali tamponato) e le ampie finestrate uguali a quelle del lato est nel cortile interno.
Durante l'assedio di Firenze (1529-1530), Dante di Guido da Castiglione si batte a duello con il fuoriuscito Bertino Aldobrandi, lontano parente di Benvenuto Cellini. Lo stocco impugnato da Dante fu per secoli conservato nel castello e viene minuziosamente descritto da Domenico Guerrazzi nel suo romanzo storico "L'assedio di Firenze", fino a quando, verso il 1889, viene venduto all'asta, insieme al cartello di sfida, in una villa presso San Domenico di Fiesole. A tale deprecabile perdita ha assistito impotente l'allora ventenne Arturo Villoresi che ne fa cenno nel suo libro, del 1950, ''La storia di Sesto'' nel capitolo relativo a Cercina.
Il duello è ricordato in un affresco, ora in condizioni fatiscenti, su una parete di una grande sala interna al castello. Vi si distinguono, con difficoltà, i duellanti e, sullo sfondo Porta San Pier Gattolino (Porta Romana). Lo stesso episodio è riportato dal Vasari nell'affresco "L'assedio di Firenze", presso le stanze di Clemente VII in Palazzo Vecchio.
Parte dell'ala sud dell'edificio è dovuta ad un'aggiunta successiva, ciò è provato dall'assenza dei locali sotterranei, che invece sono presenti nel resto della costruzione, e dalla raffigurazione del complesso nell'affresco di Bernardino Poccetti nel chiostro di San Marco; la presenza dello stemma dei Catellini al centro della facciata di quest'ala indica tuttavia la sua realizzazione precedentemente alla vendita dell'edificio nel XIX secolo.
Agli inizi del XIX secolo l'edificio fu venduto ai Garinei, passando poi per successivi atti di vendita ai Sambalino, agli Strozzi, a Giangualberto Carminati (1897), ai Pozzolini (1913). Nel corso del XX secolo ebbe numerosi altri cambiamenti di proprietà e venne lasciato in stato di abbandono.
Alcuni lavori di trasformazione interna sono stati eseguiti nel XX secolo, come mostrano i resti di solai laterocementizi semicrollati, alcuni mirati alla suddivisione dell'edificio in unità abitative con il tamponamento di porte interne. L'edificio a lungo abbandonato ha subito diffusi crolli di solai e coperture oltre ai danni causati da vandali e saccheggiatori che lo hanno spogliato di quasi tutto ciò che era possibile asportare.